# Genisphindus rotundus
Genisphindus rotundus es una especie de coleóptero de la familia Sphindidae.

## Distribución geográfica
Habita en Trinidad y Tobago.